# سان لورنزو (فونيجت)
سان لورنزو أو جمهورية سان لورنزو دولة خيالية تقع على جزيرة صغيرة في البحر الكاريبي موصوفة في رواية مهد القطة بقلم كورت فونيجت، تجري فيها أغلب أحداث النصف الأخير من الرواية.

## الموقع الجغرافي
سان لورنزو جزيرة صغيرة في البحر الكاريبي قرب بورتو ريكو يبلغ طولها نحو 50 ميلاً (80 كم) وعرضها 20 ميلاً (32 كم).

## العاصمة
يوجد على الجزيرة مدينة وحيدة هي نفسها عاصمة البلد، اسمها بوليفار، تقع في جنوب الجزيرة فوق هضبة ذات مستنقعات. من أسمائها السابقة كاز ما كاز ما، ثم سانتا ماريا، ثم سان لويس، ثم سانت جورج، ثم بورت غلوريا. سميت باسمها الحالي على شرف سيمون بوليفار في سنة 1922.

## الطبيعة
تقع في شمال الجزيرة جبار سانغري دي كريستو، أعلاها جبل ماك كيب (3300 م فوق سطح البحر). لا يوجد في الجزيرة أي خيرات معدنية.

## السكان
يقدَّر عدد السكان ب‍‍450 ألف نسمة (1963)، وتبلغ الكثافة السكانية 230 نسمة/كم2. المستوى المعيشي منخفض للغاية، إذ يبلغ متوسط الدخل نحو 6 دولارات لكل فرد.

## التاريخ

### فترة الاستعمار
في سنة 1519 وصل فرناندو كورتيس ورجاله إلى الجزيرة ليتزودوا بالمياه العذبة، فسموها سان لورنزو وأعلنوا سيادة الملك شارل الخامس عليها ولم يعودوا إليها ثانيةً. نزل في الجزيرة العديد من البحارة والمستكشفين بحثاً عن الذهب والياقوت وغيرها لكن لم يجد أحد أي خيرات معدنية أو معادن ثمينة فيها، لذا لم يستقر فيها أحد من المستعمرين المحتملين.
في سنة 1682 طالبت فرنسا بالسيادة على الجزيرة، فلم تمانع إسبانيا. وفي 1699 طالبت الدانمارك بالجزيرة فلم تمانع فرنسا. تحولت السيادة بالمثل إلى هولندا في 1704 ثم إلى إنكلترا في 1706 ثم عادت إلى إسبانيا فيما بعد.
وفي سنة 1786 مرت قرب الجزيرة سفينة كانت تحمل زنوجاً من أفريقيا إلى أمريكا لبيعهم كعبيد؛ ثار هؤلاء العبيد واستولوا على السفينة ثم وصلوا إلى الجزيرة واستولوا عليها فأعلنوها دولة مستقلة دون أن يعارض الإسبان ذلك، وأعلن توم بومفا نفسه إمبراطوراً. وفي عهده تم بناء كاتدرائية سان لورنزو (التي دمرها انفجار في سنة 1923) وتحصينات على الشاطئ الشمالي التي أصبحت فيما بعد قصر رئيس الجمهورية. مات خلال بناء الحصن نحو 1500 شخصاً، أكثر من نصفهم أعدموا علناً بتهمة نقص الحماسة.

### في القرن العشرين
بقيت الجزيرة حتى بدايات القرن العشرين لاسلطوية مع عناصر النظام الإقطاعي. وفي سنة 1916 جاءت شركة كاسل وابنه إلى الجزيرة، وكانت تعمل في إنتاج السكر آملةً بتحقيق أرباح بسبب ارتفاع أسعار السكر خلال الحرب العالمية الأولى، ومع الزمن استولت على كافة الأراضي الزراعية في الجزيرة. بقيت ميزانية الشركة متوازنة نسبياً لأنها لم تكن تدفع شيئاً لعمالها.
وفي سنة 1922 وصل إلى الجزيرة ليونيل بويد جونسون الذي عُرف فيها باسم بوكونون مع صاحبه ماك كيب، الرقيب الفار من المشاة البحرية، فقررا بناء يوطوبيا فيها وتحقيق الحكم العادل، فأعلنا عن استلامهما للسلطة، فقام ماك كيب بتعديل قوانين الجزيرة واقتصادها، أما بوكونون فأنشأ ديناً جديداً هو البوكونونية، وتقرر تقسيم الناتج القومي الإجمالي بالتساوي على جميع السكان، فبلغت حصة كل فرد نحو 6.25 دولاراً أمريكياً.
بعد أن أيقن بوكونون وماك كيب أن العدل في التوزيع لا يمكن أن يحقق السعادة في ظل الفقر المدقع، اقترح بوكونون أن يصبح ماك كيب دكتاتوراً، وأن يحظر اعتناق البوكونونية تحت طائلة الإعدام، وانصرف بوكونون نفسه إلى الأدغال يختبئ فيها هو وأتباعه، واعتنق جميع سكان الجزيرة البوكونونية سراً فأصبح لحياتهم معنى.

## نظام الحكم
نظام الحكم دكتاتوري برئاسة «بابا» مونزانو، وهو حليف وفيٌّ للولايات المتحدة الأمريكية وعدو الشيوعية. لا يوجد في الجزيرة سلطة تشريعية.
يمثل علم سان لورنزو شارة رقيب المشاة البحرية الأمريكية في حقل سماوي اللون.
هناك عقوبة واحدة لجميع الجرائم، وهي تعليق المجرم على خطّاف يدخل من جنبه فيخرج من جنبه الآخر، حتى يموت.

## الاقتصاد
البنية التحتية غير متطورة. أغلب المباني مهترئة وأغلب الطرقات ترابية. يوجد في سان لورنزو سيارة تكسي واحدة فقط.
تصدّر سان لورنزو السكر والبن والإنديغو ومنتجات الحرف اليدوية.
العملة هي الكوربورال (أي رقيب الجيش)، وهي مرتبطة بالدولار الأمريكي، حيث يعادل كل كوربورال نصف دولار.

## اللغة
يتكلم سكان الجزيرة بلهجة كريولية مبنية على اللغة الإنكليزية.

## الجيش
القوات الجوية مسلحة بخمس طائرات مقاتلة جاءت هبة من الولايات المتحدة الأمريكية بعد أن تم تنسيقها من قواتها الجوية.

## الدين
الديانة الرسمية في الجزيرة هي المسيحية، وجميع الديانات الأخرى محظورة، بما فيها الكاثوليكية والبروتستانتية، وخاصةً البوكونونية التي يعتنقها سراً في الواقع جميع سكان الجزيرة بلا استثناء.

## الأعياد
عيد الشهداء المئة من أجل الديموقراطية، في ذكرى مقتل مئة مواطن من مواطني الجزيرة في الحرب العالمية الثانية، عندما أغرقت غواصة ألمانية السفينة التي كانت تحملهم إلى الولايات المتحدة ليتم تدريبهم وتسليحهم.